# 斯威辛班克冰磧
斯威辛班克冰磧（英語：Swithinbank Moraine），是南極洲的冰磧，位於杜費克海岸，從馬塔多山向北延伸，由新西蘭探險隊命名，現時由南極條約體系管理。